# 丹波マンガン記念館
丹波マンガン記念館（たんばマンガンきねんかん）とは、京都市右京区に存在する丹波マンガン鉱山に関する記録を展示したものである。

## 設立の経緯
労働者として働いて、じん肺を患ったことのある李貞鎬氏が設立した。1986年に設立が決定され、1989年に開館した。2009年には資金難から閉鎖されたが、資金の支援を受け2011年7月に再び開館した。

## 展示物
マンガン鉱石、マンガン鉱山の分布図、マンガン鉱山の専門用語に関する新聞の切り抜き、本記念館を紹介した雑誌、労働者やその家族の写真。